# Salman da Arábia Saudita
Salman bin Abdulaziz Al Saud (سلمان بن عبدالعزيز آل سعود‎, Salmān bin ʿAbd al-ʿAzīz ʾĀl Saʿūd; Riade, 31 de dezembro de 1935) é o rei da Arábia Saudita desde 2015, guardião dos Lugares Santos e chefe da Casa de Saud. Ele sucedeu ao monarca Abdullah, falecido a 23 de janeiro de 2015.
Foi vice-governador de Riade e mais tarde, governador de Riade por 48 anos, de 1963 a 2011. Foi então nomeado ministro da Defesa. Ele também foi nomeado príncipe herdeiro em 2012, após a morte de seu irmão Nayef bin Abdulaziz. Salman se tornou o novo rei da Arábia Saudita em 23 de janeiro de 2015, após a morte de seu meio-irmão, rei Abdullah. Desde o início de dezembro de 2019, ele também é o filho mais velho sobrevivente de Ibn Saud.
Suas principais iniciativas como rei incluem a intervenção saudita na Guerra Civil do Iêmen, o Saudi Vision 2030 e um decreto de 2017 que permite que as mulheres sauditas conduzam. Seu filho, o príncipe herdeiro Mohammad bin Salman, é considerado o governante de fato da Arábia Saudita e liderou muitas reformas no país, além de se envolver em várias controvérsias, incluindo a prisão de membros da família real saudita em 2017 e o assassinato de Jamal Khashoggi.

## Biografia
Nascido em 1935, Salman bin Abdul Aziz al-Saud é um dos sete filhos do rei Abdul Aziz Al-Saud, que criou o Estado saudita moderno, e deu o nome de sua família ao novo país, teve com Husa al-Sudairi, uma de suas 16 mulheres. Recebeu sua educação básica na Escola dos Príncipes, em Riad, bem como sua formação religiosa tradicional. Ele estudou religião e ciência moderna.
Começou sua carreira política em 1954, aos 19 anos de idade, como governador de Riad. Com exceção de uma breve interrupção durante uma luta pela coroa saudita entre 1960 e 1962, Salman manteve-se nessa posição até 2011, quando foi nomeado ministro da Defesa.
No ano seguinte, com a morte do príncipe-herdeiro Nayef, ele foi eleito príncipe herdeiro pelo rei Abdullah (seu meio-irmão) e pelo Conselho de Aliança (que reúne os principais Príncipes da Casa de Saud). Salman assumiu o trono saudita em 23 de janeiro de 2015 após a morte do rei Abdullah.
Ele é amplamente conhecido por ser conservador e sustentar visões tradicionais com relação a reformas políticas e mudanças sociais.

## Família
Ao longo de sua vida já teve três esposas e treze filhos, sendo a primeira delas, Sultana bint Turki Al Sudairi, uma prima de Salman, pois era filha de seu tio materno Turki bin Ahmad Al Sudairi, governador da Província de Asir, foram casados até a morte de Sultana em julho de 2011, aos 71 anos. Seus filhos foram:
- Fahd bin Salman Al-Saud (1955-2001). Príncipe Saudita, se casou e teve quatro filhos.[15]
- Sultan bin Salman Al-Saud (nascido em 1956). Príncipe Saudita, se casou e teve três filhos.
- Ahmed bin Salman Al-Saud (1958-2002). Príncipe Saudita, se casou e teve cinco filhos.
- Abdulaziz bin Salman Al-Saud (Nascido em 1960). Príncipe Saudita, se casou e teve três filhos.
- Faisal bin Salman Al-Saud (Nascido em 1970). Príncipe Saudita, se casou e teve três filhos.[16]
- Hassa bint Salman Al-Saud (Nascida em 1974). Princesa Saudita, se casou e teve quatro filhos.

Sua segunda esposa foi Sarah bint Faisal Al Subai'ai, com quem teve somente um filho, se divorciando logo após o nascimento dele:
- Saud bin Salman Al-Saud (Nascido em 1986). Príncipe Saudita, se casou e teve um filho.

Sua terceira e atual esposa é Fahda bint Falah bin Sultan Al Hathleen, seus filhos foram:
- Mohammad bin Salman Al-Saud (Nascido em 1985). Príncipe-Herdeiro da Arábia Saudita, se casou e teve quatro filhos.[19]
- Turki bin Salman Al-Saud (Nascido em 1987). Príncipe Saudita.
- Khalid bin Salman Al-Saud (Nascido em 1988). Príncipe Saudita, se casou e teve dois filhos.
- Nayif bin Salman Al-Saud (Nascido em 1990). Príncipe Saudita.
- Bandar bin Salman Al-Saud (Nascido em 1995). Príncipe Saudita.
- Rakan bin Salman (Nascido em 1997). Príncipe Saudita.[20]

## Política
Financiamento terrorista

Durante as décadas de 1980 e 1990, a aliança entre a rica monarquia da Arábia Saudita e os poderosos clérigos do país emergiu como um grande financiador do terrorismo internacional, canalizando milhões de dólares para combatentes no Afeganistão, na Bósnia e noutros locais. Entre os principais apoiadores do projeto estava o então príncipe Salman ibn Abd al-Aziz Al Saud.